# Muricella plectana
Muricella plectana är en korallart som beskrevs av Manfred Grasshoff 1999. Muricella plectana ingår i släktet Muricella och familjen Acanthogorgiidae. Inga underarter finns listade i Catalogue of Life.

## Bildgalleri

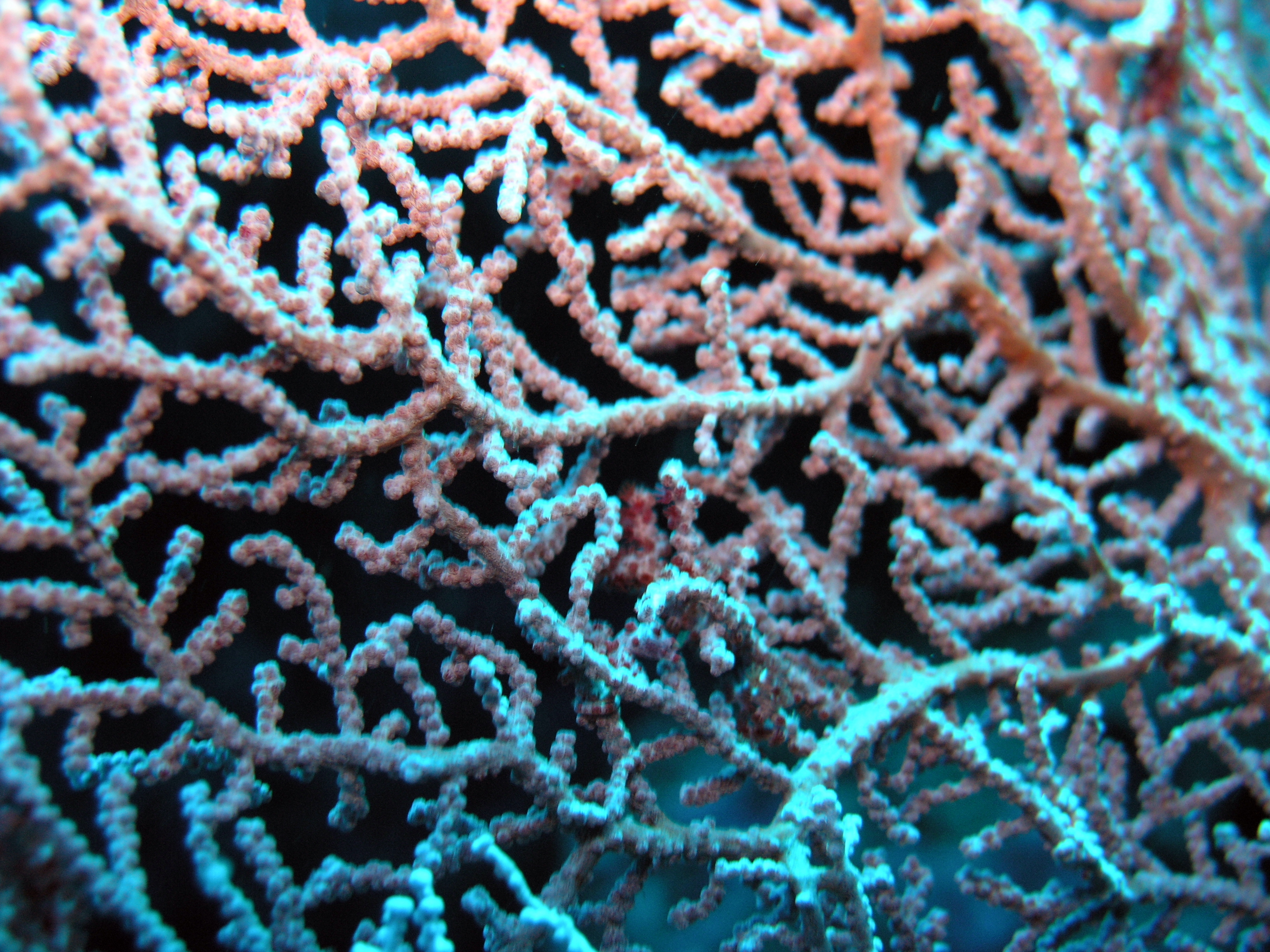
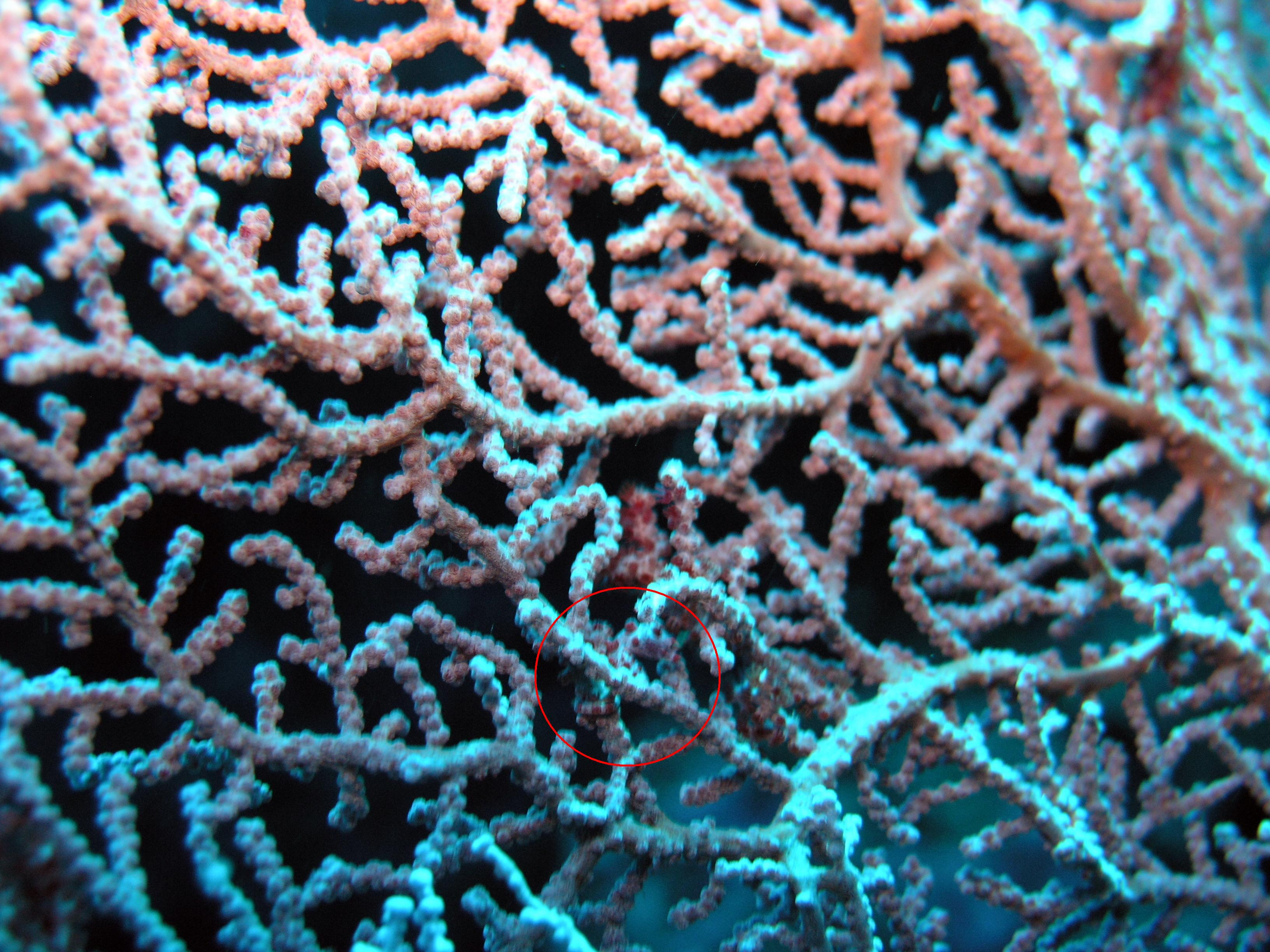